# Piper matudai
Piper matudai är en pepparväxtart som beskrevs av Cyrus Longworth Lundell. Piper matudai ingår i släktet Piper och familjen pepparväxter. Inga underarter finns listade i Catalogue of Life.